# Anton Bütler

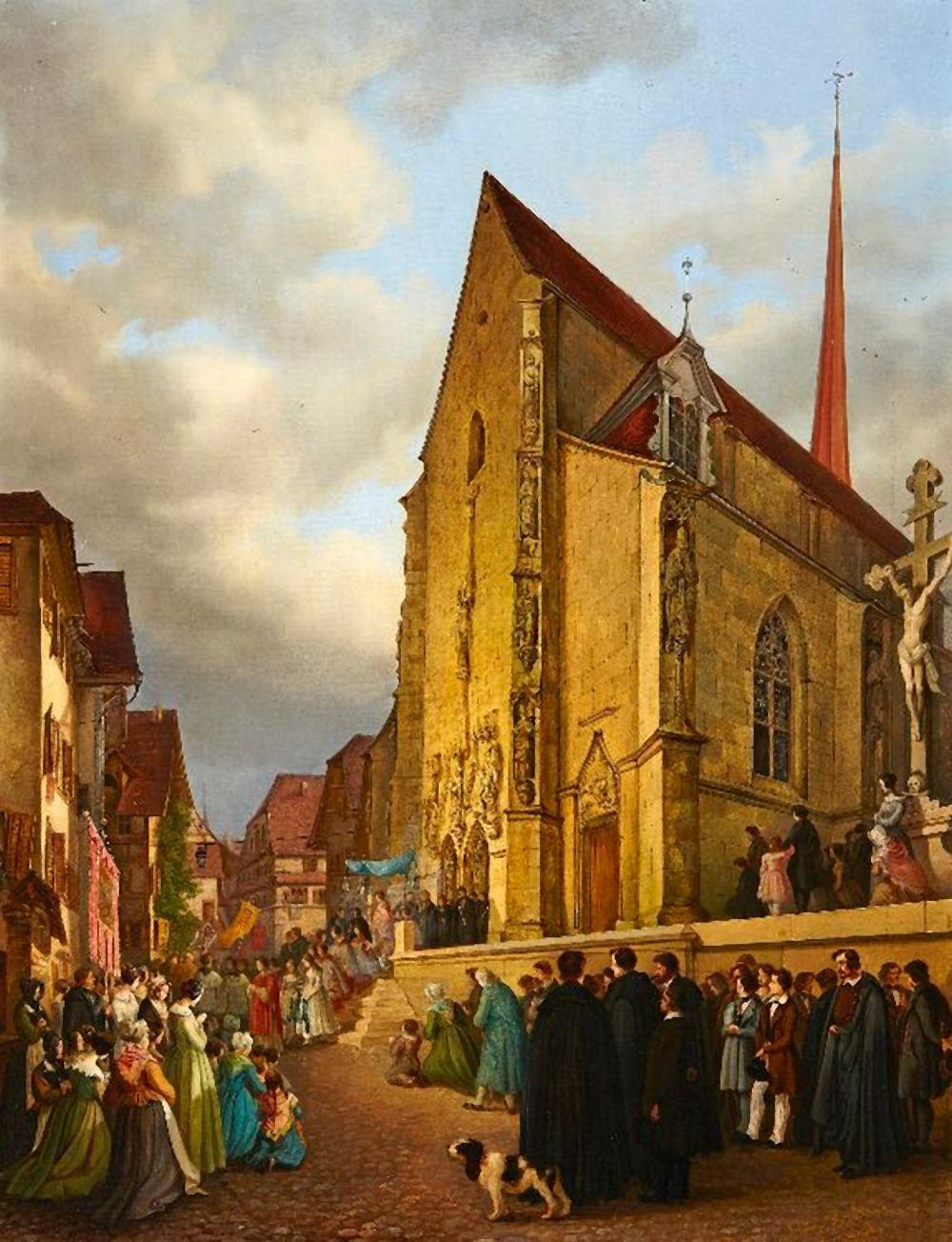
Ölgemälde von Anton Bütler: Prozession in Zug vor der St.-Oswald-Kirche

Anton Bütler (getauft 12. August 1819 in Auw AG, Schweiz; † 18. November 1874 in Luzern) war ein Schweizer Historien-, Kirchen- und Landschaftsmaler.

## Kurzbiografie
Anton Bütler wurde als Sohn des Kunstmalers Niklaus Bütler und der Anna Maria Trutmann (von Küssnacht am Rigi) geboren. Seine Kinder- und Jugendjahre verbrachte er in Küssnacht am Rigi, wohin die verarmte Familie um 1820 gezogen war. Seine erste künstlerische Ausbildung erhielt er von seinem Vater. Mit sechzehn Jahren ging Bütler an die Münchner Akademie, wo er alte flämische Maler kopierte und Peter von Cornelius beim Malen von Fresken assistierte. Um 1840 begann er in Luzern seine Tätigkeit, wo seine Familie kurz vorher Wohnsitz nahm. 1844 schmückte er den Grossratssaal aus. Ausserdem malte er einige Altarbilder. 1848 zog er an die Akademie nach Düsseldorf (nach anderen Quellen erneut München) und ab 1855 wirkte er für zwei Jahre in Rom. 1865 übersiedelte er zu seinem Bruder, dem Landschaftsmaler Joseph Niklaus Bütler, nach Düsseldorf, kam aber bald wieder nach Luzern zurück, wo er auch seinen Lebensabend verbrachte. Sein Werk umfasst profane und religiöse Historienbilder, Altargemälde und Landschaften. Als sein letztes Werk schmückte er die Tellskapelle in Küssnacht aus, an der schon sein Vater gearbeitet hatte.